# Хаджі Димитар (станція метро)
Хаджі Димитар (болг. Хаджи Димитър) — найсхідніша кінцева станція лінії М3 Софійського метрополітену. Була відкрита 26 серпня 2020 року у складі першої пускової дільниці Хаджі Димитар — Красне село.

## Опис
Станція розташована під бульваром Володимир Вазов в однойменному мікрорайон. Платформи мають довжину 105 м, ширину 4,5 м. Архітектор Костянтин Косів. Архітектурно станція виконана в двох кольорах: блакитному і бежевому. Підлога станції виконана з армованого граніту бежевого кольору, стіни облицьовані світло-бежевим і блакитним гранітом, виконаними у вигляді похилих фігур, обрамлених широкими стиками еталбонду. На станції встановлено прозорі автоматичні платформні ворота заввишки 1,6 м з нержавіючими окантовками і 40-сантиметровими смугами з гладкої нержавіючої сталі внизу.